# Krzysztof Domaradzki (pisarz)
Krzysztof Domaradzki (ur. 1989 w Łodzi) – polski pisarz i dziennikarz. 

## Życiorys
Urodził się w Łodzi. Uczęszczał do IV Liceum Ogólnokształcącego w Łodzi. Ukończył dziennikarstwo i komunikację społeczną na Uniwersytecie Łódzkim.
Autor powieści kryminalnych oraz thrillera, wydawanych od 2018 przez Wydawnictwo Czarna Owca. Twórca łódzkiej trylogii kryminalnej o komisarzu Tomku Kawęckim (Detoks, Trans i Reset) oraz thrillerów Sprzedawca i Przełęcz.
Od 2013 pracuje w polskiej edycji magazynu „Forbes“. Pisze o polskich przedsiębiorcach, startupach, spółkach technologicznych oraz biznesie sportowym. Jest współtwórcą rankingu 50 Najbardziej Wpływowych Ludzi w Polskim Sporcie oraz polskiej edycji listy 30 przed 30.

## Książki
- 2018: Detoks (Łódzka trylogia kryminalna, tom 1)[4]
- 2019: Trans (Łódzka trylogia kryminalna, tom 2)[5]
- 2019: Reset (Łódzka trylogia kryminalna, tom 3)[6]
- 2020: Sprzedawca[7]; thriller
- 2022: Przełęcz; thriller inspirowany tragedią na Przełęczy Diatłowa[8]
- 2023: Startupowcy. Jak polskie start-upy podbijają świat (z Arturem Kurasińskim)[9]